# Bodo (gènere)
Bodo és un gènere de cinetoplàstids microscòpics, flagel·lats excavats descrits per primera vegada el 1831 per Christian Gottfried Ehrenberg. El gènere és petit, ja que recentment s'ha redefinit per incloure només quatre espècies. Bodo inclou organismes fagòtrofs de vida lliure que es poden trobar en molts ambients marins i d'aigua dolça, així com en alguns ambients terrestres. Sent fagòtrofs, els Bodo s'alimenten de bacteris i altres microorganismes que troben mentre neden pels seus hàbitats a base d'aigua. El moviment de natació és facilitat pels dos flagels desiguals que posseeixen els individus del gènere Bodo. Aquests flagels sorgeixen d'una butxaca flagel·lar situada anteriorment. Els Bodo tenen aproximadament forma de mongeta i sovint es troba a faltar en mostres d'aigua o ambients terrestres a causa de la seva petita mida.

## Història
Christian Gottfried Ehrenberg va descriure originalment el gènere el 1831 amb un cos ovoide, una cua molt curta, transparent i capaç de mostrar el color dels aliments que ingeria.
El 1988 es va trobar que els espècimens de Bodo són fagòtrofs que s'alimenten de bacteris de molts tipus, alguns bacteris els més atractius que d'altres. El 2002, Simpson et al. va subdividir els bodònids, que van conduir a la reducció del gènere Bodo ja que la majoria de les seves espècies van ser transferides a altres gèneres. Bodo es va col·locar en un nou ordre, Eubodonida, i durant aquest canvi, les 149 espècies originals es van reduir a només quatre. Des del 2002, s'han afegit 11 espècies noves al gènere, però 9 d'aquestes es consideren controvertides. Després de 130 anys, Bodo s'ha refinat i ara és l'únic gènere de la família Bodonidae que el converteix en un grup homogeni, però, a mesura que es fan més estudis sobre l'espècie, és probable que es produeixin més canvis.
S'ha trigat 130 anys a arribar a aquest punt, ja que fins i tot després de l'ús d'anàlisis múltiples de gens, encara hi ha grans discussions sobre la col·locació de determinades espècies al gènere.

## Hàbitat i importància ecològica
A la natura, Bodo es troba en aigües marines o dolces i en entorns terrestres que tenen nivells elevats d'humitat, per exemple fem. Bodo es troba a prop del fons de la xarxa alimentària de la qual forma part. Com a fagòtrofs, el Bodo s'alimenta de bacteris per ingestió que pot causar un canvi en el color dels organismes, ja que el Bodo és transparent. Sovint els bacteris són fototròfics, cosa que significa que Bodo forma part de la segona capa de xarxes alimentàries, ja que no tenen la capacitat de produir la seva pròpia energia. Diversos membres del gènere Bodo estan afectats per un virus gegant conegut com el virus Bodo saltans (BsV), el virus gegant més abundant a l'oceà. Diferents soques del virus només poden infectar espècies específiques o, en el cas de Bodo saltans, fins i tot soques particulars d'aquest tàxon tan heterogeni.